# Dead End: Paranormal Park
Dead End: Paranormal Park è una serie televisiva statunitense creata da Hamish Steele per Netflix, basata sulla serie di graphic novel DeadEndia di Steele e Too Cool! Cartoni animati web corto Dead End. Prodotta da Blink Industries, la serie è stata presentata in anteprima il 16 giugno 2022. Una seconda e ultima stagione è stata presentata in anteprima il 13 ottobre 2022. Il 13 gennaio 2023, Steele ha annunciato che la serie era stata cancellata.

## Trama
Barney Guttman, e un adolescente transgender gay che trova un nuovo lavoro come guardia di sicurezza di Phoenix Parks. Barney ha problemi familiari. Sua nonna non accetta il fatto che sia trans. Anche se non è stato chiarito cosa gli abbia detto sua nonna, si è dimostrato molto doloroso. I genitori di Barney lo accettano per quello che è, ma non fanno nulla quando sua nonna inizia ad abusare verbalmente di lui. Poco dopo aver iniziato il suo nuovo lavoro, Barney si trasferisce segretamente nell'attrazione Haunted House con il suo cane, Pugsley. Lo stesso giorno, anche Norma Khan inizierà il suo nuovo lavoro a Phoenix Parks come parte del team di sicurezza. Norma è una ragazza pakistana-statunitense di 17 anni ossessionata da tutto ciò che riguarda Pauline Phoenix. Norma è molto ansiosa dal punto di vista sociale, teme l'interazione sociale e ha dimostrato di avere attacchi di panico quando viene sopraffatta.
Dopo aver camminato verso la casa infestata ed essere entrati, incontrano Courtney, un demone che si traveste come parte dell'attrazione. Courtney sta prendendo ordini da Temeluchus, un membro della famiglia reale demoniaca. Temeluchus ha bisogno di un vascello per interagire con il mondo e incarica Courtney di portargli Barney. Dopo che il cane di Barney, Pugsley, se ne rende conto, salta davanti a Barney e finisce per essere posseduto al posto di Barney. Vola verso un'attrazione a Camelot Creek per reclamare un trono.
Barney ha paura che Pugsley possa farsi male, quindi si dirige verso l'attrazione. Norma lo segue dopo aver dubitato un po'. Norma prende un'idea da un vecchio film di Pauline Phoenix in cui un'anima demoniaca viene catturata scattando una fotografia. Quando entrambi arrivano a Camelot Creek, Norma accende l'attrazione e Barney salta su una barca per Temeluchus/Pugsley che li segue, tentando il demone con il suo corpo come un vascello invece dei suoi cani. Il piano funziona bene, ma poi Temeluchus si rende conto che il piano del duo allontana la telecamera da lui usando la magia. Norma riesce quindi a riportare indietro la telecamera. Quindi catturano l'anima e tornano alla casa infestata.
Quando arrivano alla casa infestata, Barney e Norma danno la fotografia a Courtney, che è triste perché Temeluchas ha promesso di riportarla a casa sua, ma felice di non prendere altri ordini. Courtney si rende conto che una parte di Temeluchas manca nella foto. Pugsley ha ancora un po' di Temeluchus dentro di sé, per questo ha acquisito la capacità di parlare, usare la magia e camminare facilmente su due gambe.
Ci sono altri segreti e misteri a Phoenix Parks, riusciranno i nostri nuovi amici a sopravvivere a ciò che hanno in serbo?

## Episodi
| Stagioni         | Episodi | Prima TV USA | Prima tv italia |
| ---------------- | ------- | ------------ | --------------- |
| Prima stagione   | 10      | 2022         | 2022            |
| Seconda stagione | 10      | 2022         | 2022            |

## Personaggi
- Barney Guttman doppiato da Zach Barack, un ragazzo ebreo statunitense gay e transgender di 17 anni che scappa in un parco a tema a causa del suo complicato rapporto con la sua famiglia.[6][7]
- Norma Khan doppiata da Kody Kavitha, una ragazza pakistana-statunitense di 17 anni bisessuale e autistica che ottiene un lavoro al parco a causa della sua adorazione per i film realizzati dal personaggio Pauline Phoenix.[8][9]
- Pugsley doppiato da Alex Brightman, il carlino di Barney. Come risultato dell'essere posseduto da un re demone chiamato Temeluchus, può parlare e possiede abilità magiche.
- Courtney doppiata da Emily Osment, un demone millenario. È stata bandita dalla sua casa e spera di trovare un modo per tornare.[10]
- Pauline Phoenix doppiata da Clinton Leupp, una famosa attrice che è l'ex proprietaria di Phoenix Parks.[11]
- Logan "Logs" Nguyen doppiato da Kenny Tran, un ufficiale per la salute e la sicurezza del parco. È un gay vietnamita-statunitense che sviluppa dei sentimenti per Barney.[12]
- Badyah "Deathslide" Hassan doppiata da Kathreen Khavari, la migliore amica amichevole e sardonica di Norma. È iraniana-statunitense e musulmana.[13]
- Zagan doppiata da Michaela Jaé Rodriguez e in italiano da Giò Giò Rapattoni, un demone vampiro, sorella di Temeluchus e re demone.
- Barborah Winslow doppiata da Karen Maruyama, una delle ex conduttrici di Pauline Phoenix e attuale proprietaria di Phoenix Parks.
- Josh doppiato da Patrick Stump, una guardia di sicurezza del parco.
- Patrick Guttman doppiato da Tucker Chandler, fratello minore di Barney.
- Roxanne Guttman doppiata da Kaitlyn Robrock, la madre di Barney.
- Swati Khan doppiata da Natasha Chandel, la madre di Norma.
- Vince doppiato da Cee Nelson, uno degli amici di Patrick.
- Margie e Marly doppiate da Angelica Ross e Samantha Jayne, un'anziana coppia lesbica.
- Chester Phoenix doppiato da Bill Farmer, uno degli ex mariti di Pauline Phoenix.
- Jules doppiato da Z Infante, un fantasma non binario.
- Henrietta doppiato da Kemah Bob, un fantasma di sfera.
- Fingers doppiato da Jamie Demetriou, un angelo serpentino che assomiglia a un braccio gigante inviato dal quarto aereo per vegliare su Pugsley.
- Asmodeus doppiato da Taylor Gibson, un lottatore demoniaco.
- Danny doppiato da Haley Joel Osment, un angelo caduto lavoratore.
- Pael doppiato da Piotr Michael, l'angelo capo del quarto piano.

## Produzione
Il 17 agosto 2020, Steele ha spiegato come lo spettacolo sia cambiato dalla sua iterazione originale su Una notte da leoni nel 2014 e dalle graphic novel che lo hanno seguito, affermando di essere grato agli showrunner che hanno combattuto per i personaggi LGBTQ nei loro spettacoli, aggiungendo che non c'è stato "assolutamente alcun rifiuto da parte di Netflix sulla rappresentazione", mentre descriveva Barney come un personaggio maschile trans. Ha anche sperato che lo spettacolo aiuterà "più creatori trans ad avere la possibilità di raccontare le loro storie", accennando ad altri personaggi LGBTQ nello spettacolo oltre a Barney. In un'altra intervista, è stato grato ai dirigenti di Netflix per aver permesso loro di avere diversità nello show mentre spingevano per questo, e spingendolo a "raccontare la storia che voglio raccontare". Ha dichiarato che tutte le sceneggiature sono state riviste dalla GLAAD e ha detto che non vedeva l'ora che la gente conoscesse Barney. Jen Rudin era una dirigente del casting per lo show. Julian Guidetti è il compositore dello spettacolo e presenta canzoni originali scritte da Patrick Stump. Nel gennaio 2023, ha rivelato che la serie è stata presentata a Netflix nel 2019 e che la serie non era un "adattamento parola per parola" dei fumetti che aveva scritto.
Nell'agosto 2021, Steele ha sottolineato l'importanza della rappresentazione trans nella serie, sperava di prendere posizione contro la transfobia nel Regno Unito e ha notato che ci sono "più cast e troupe trans". Il 23 ottobre 2021, Netflix ha riservato un marchio con il nuovo nome per la serie: "Dead End: Paranormal Park".
Il 19 maggio 2022, il trailer dello spettacolo è stato presentato in anteprima e ha confermato che lo spettacolo sarebbe stato presentato in anteprima il 16 giugno 2022. Mey Rude di Out ha dichiarato che il trailer offre un "ottimo sguardo allo show" e ha affermato che lo show presenta personaggi queer e trans, affrontando queste identità "attraverso trame importanti".  La prima stagione è stata presentata in anteprima il 16 giugno 2022. 
Nel luglio 2022, dopo l'uscita dello show, Steele ha sostenuto che la serie era un'animazione per giovani adulti come Infinity Train e sperava nell'espansione del genere in futuro. Il 6 settembre 2022, è stata confermata l'uscita di una seconda stagione il 13 ottobre. Il 13 gennaio 2023, Steele ha annunciato che Netflix ha cancellato la serie. 
Il 17 gennaio 2023, Steele ha scritto una rubrica su Gizmodo, affermando che la cancellazione significava che "la storia non può concludersi sullo schermo" e ha aggiunto che "la politica della produzione televisiva" significa che i creatori "non hanno mai la garanzia di porre fine alle tue condizioni", differenziandolo dalla scrittura di webcomic e graphic novel. 

## Distribuzione
La serie è stata presentata in anteprima il 16 giugno 2022 su netflix. Una seconda e ultima stagione è stata presentata in anteprima il 13 ottobre 2022.

## Accoglienza
La serie è stata accolta positivamente. David Opie di Digital Spy ha sostenuto che la serie soddisfa il "bisogno infinito di adorabile animazione queer" e ha notato altre serie animate con storie queer-inclusive. Abbey White di The Hollywood Reporter ha detto che la serie non è "tipica" per le serie animate, ha notato il "cast diversificato per razza, genere e sessualità" e ha sostenuto che la serie distrugge i generi ed è "in parti uguali commedia, horror e coming of age". Ben Mitchell, il caporedattore di Skwigly definì la serie una "commedia dell'orrore per il pubblico più giovane" e ha elogiato i personaggi ben sviluppati e "l'incredibile attenzione ai dettagli" nella scenografia. Reuben Baron di Paste ha definito la serie "rivoluzionaria" e ha sostenuto che i senatori statunitensi Roger Marshall, Mike Lee, Mike Braun, Steve Daines e Kevin Cramer hanno richiesto nuovi avvisi sui contenuti perché la serie è incentrata su un protagonista trans. Baron ha criticato la serie per non aver catturato il "fascino visivo" del fumetto di DeadEndia e dicendo che la serie "attenua" alcuni temi del fumetto, elogiando la scrittura e il trattamento dell'autismo nella serie. 
Jade King di The Gamer ha sostenuto che la serie è "deliziosamente queer" e ha detto che si riunisce in una "avventura animata calda, confortante e spettrale". Ha anche elogiato lo sviluppo del personaggio dello show e ha detto che lo show non dovrebbe essere trascurato. Charles Pulliam-Moore di The Verge ha definito la serie un "fulgido esempio" di ciò che i creatori queer possono fare "quando hanno le risorse e la libertà di raccontare le proprie storie", ha affermato che la sua esistenza è evidente nell'impatto di "altri recenti cartoni animati progressisti" sull'animazione moderna e spera che Netflix rinnovi la serie. Kristy Puchko di Mashable lo ha definito un "cartone animato d'avventura cinetico e commovente" che offre una rappresentazione LGBTQ ed è fedele al materiale originale. Barry Levitt di The Daily Beast ha definito la serie un "viaggio incredibilmente divertente" con "colori vivaci e invitanti e affascinanti disegni dei personaggi che riempiono ogni fotogramma" e ha detto che è un "miracolo" che la serie stia uscendo, con una crescente retorica transfobia.